# Forces Populars d'Alliberament Farabundo Martí
Les Forces Populars d'Alliberament Farabundo Martí o FPL (Fuerzas Populares de Liberación Farabundo Martí, en castellà) fou un grup guerriller salvadorenc de tendència ideològica d'esquerres que va aparèixer per primer cop l'1 d'abril de 1970.
Les FPL foren creades pel dirigent obrer Salvador Cayetano Carpio i un petit grup d'estudiants i obrers.